# Гебдовська Наталія Олександрівна
Наталія Олександрівна Гебдовська (15 червня 1910, Харбін — 19 листопада 2004, Київ) — українська радянська акторка театру і кіно. Брала участь у зйомках кінострічок Олександра Довженка. Почесна громадянка міста Березань (2002).

## Життєпис
Народилася 15 червня 1910 року в місті Харбіні (нині КНР). Дитячі роки провела в Березані. У 1934 році закінчила Київський музично-драматичний інститут імені М. В. Лисенка.

Могила Наталії Гебдовської

Вперше знялася у кіно (в масових епізодах) у фільмі «Джальма» (1927). Брала участь в роботі над картинами О. Довженка «Іван» (1928, епізод, в титрах прізвище актриси відсутнє) і «Щорс» (масові епізоди).
Від 1926 року акторка Селянського пересувного театру.
З 1934 по 1937 рік — акторка Театру Червоної Армії.
У 1938 році грала в Донецькому театрі югого глядача.
Після радянсько-німецької війни працювала в Київському державному театрі імені Івана Франка, а також заступником голови Українського театрального товариства.
Мешкала у Києві. Померла на 95-му році життя 19 листопада 2004 року. Похована разом з родиною на Байковому кладовищі (ділянка № 8а).

### Родина
- Чоловік — актор Київського державного театру російської драми Адольф Летичевський (1914—1941).
  - Син — науковець-кібернетик, доктор фізико-математичних наук Олександр Летичевський (1935—2019).
    - Онук — науковець-кібернетик, доктор фізико-математичних наук Олександр Летичевський (нар. 1960).
    - Онук — актор Київського державного театру російської драми Фелікс Летичевський (1963—1996)[3].

## Творчість
Вибрана фільмографія
- «Борислав сміється» (1927);
- «Багата наречена» (1937);
- «Зигмунд Колосовський» (1946);
- «Нескорені» (1945);
- «Далеке і близьке» (1957);
- «Партизанська іскра» (1957);
- «Тронка» (1971)[4];
- «Камінний господар» (1971);
- «Пропала грамота» (1972);
- «Право на любов» (1977);
- «Підпільний обком діє» (1978);
- «Женці» (1978);
- «Хліб дитинства мого» (1978);
- «Капіж» (1981);
- «Два дні на початку грудня» (1981);
- «Високий перевал» (1981);
- «За покликом серця» (1985);
- «Володя великий, Володя маленький» (1985);
- «Кармелюк» (1985);
- «Загін спеціального призначення» (1987);
- «Нині прослався син людський» (1990);
- «Останній бункер» (1991);
- «Вперед, за скарбами гетьмана» (1993);
- «Острів любові» (1995);

Автор книг
- «Сповідь артистки». Київ, 1994
- «І не згасне свіча Андромахи». Київ, 2004
- «Андромаха, Спогади, вірші». Київ: Університетське видавництво «Пульсари», 2002.[3][5].